# Электрозаводская (транспортно-пересадочный узел)
Электрозаво́дская — строящийся Транспортно-пересадочный узел (ТПУ) возле одноимённой станции метро в ВАО; в него входит, в том числе, построенный пешеходный мост через Яузу. Планируемый срок ввода в эксплуатацию был: 2022 год. В дальнейшем (2023 год) новые сроки не оглашались.

## Назначение
ТПУ улучшит транспортную доступность для жителей Басманного района и района Соколиная Гора.

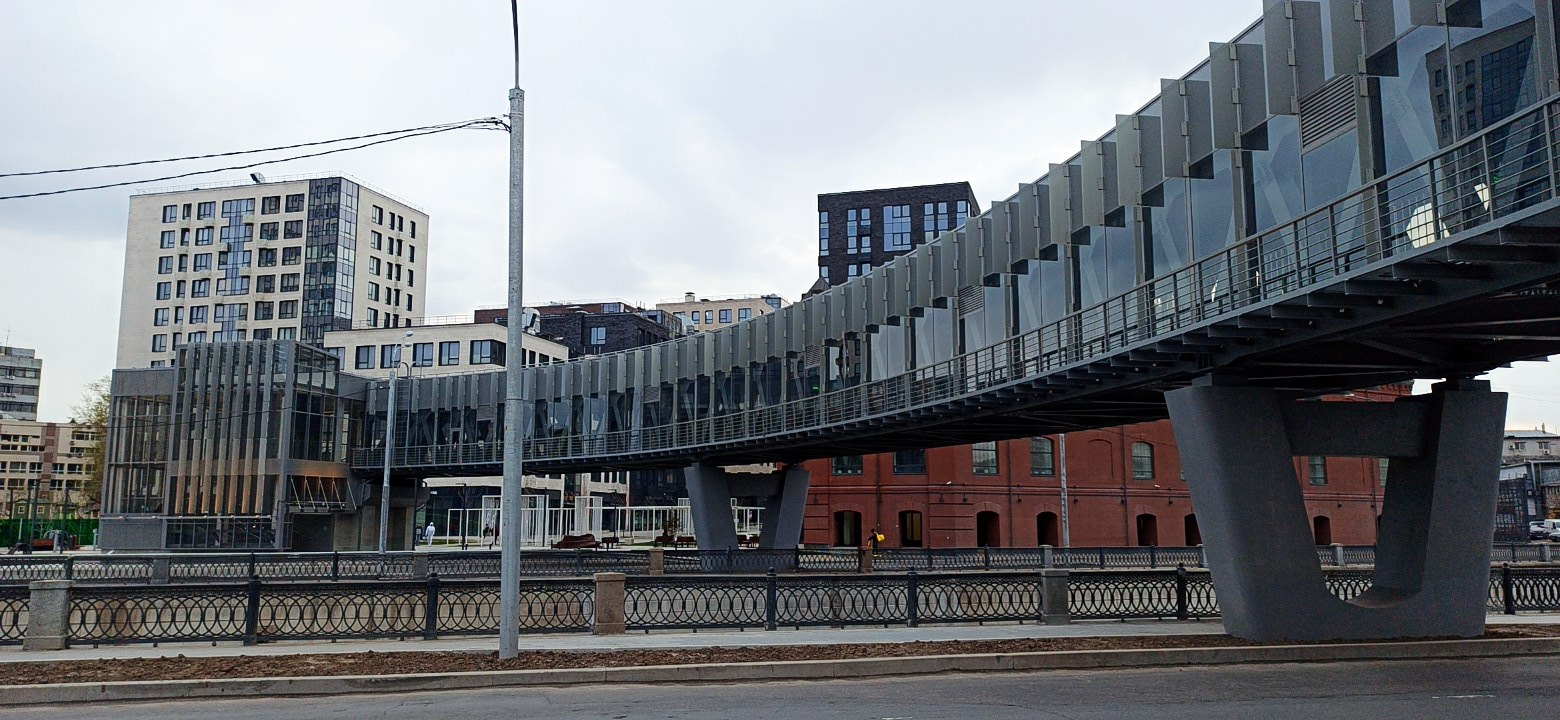
Пешеходный мост в составе ТПУ

## История
Предварительным началом эксплуатации можно считать открытие станции метро Электрозаводская Большой кольцевой линии. С её открытием возникла транспортная связка между двумя станциями метро («Электрозаводская БКЛ» и «Электрозаводская Арбатско-Покровской линии»), платформой Электрозаводская и автобусно-троллейбусным (тогда) сообщением.

## Расчётный пассажиропоток
- Пересадка[2]
  - Станция метро «Электорозаводская»:
    - 21,2 тыс. чел. в час пик (существующий)
    - 33,7 тыс. чел. в час пик (ожидаемый)

  - Станция «Электорозаводская» МЖД
  - Маршруты автобусов:
    - 7,3 тыс. чел. в час пик (существующий)
    - 9,4 тыс. чел. в час пик (ожидаемый)

### Наземный общественный транспорт
Автобусы: 59, 86, 552, м3, т22, т25, т32, т88, н3

## Характеристики
- Технологическая часть[3]:
  - Пешеходный мост через реку Яуза.
  - Плоскостная парковка на 188 машиномест.
  - Благоустройство территории (озеленение, пешеходные зоны).
  - Реконструкция Гольяновского проезда.

- Коммерческая часть[3]:
  - Жилой комплекс, стройка наблюдается в 2022 году. Это обычный жилой дом, а в ТПУ он включён потому, что находится в технической зоне метро, застройка которой требует специальных согласований.
  - Торговые помещения с подземным паркингом на 260 машиномест.
  - Группа кратковременного пребывания.

- Планируемый срок ввода в эксплуатацию: 2022 год.

### Подземный переход между двумя Электрозаводскими
Отмечается затянутость сроков готовности подземного перехода между двумя станциями метро, запланированной на конец 2022 года и связянной с тем, что проходческие работы ведутся только в ночное, нерабочее (для метро) время.
На май 2023 года сообщалось о завершении проходческих работ.
На ноябрь 2023 года сообщалось о завершении гидроизоляционных работ на бо́льшей части перехода.